# Малая Медведевка
Малая Медведевка (укр. Мала Медведівка) — село в Изяславском районе Хмельницкой области Украины.
Население по переписи 2001 года составляло 113 человек. Почтовый индекс — 30375. Телефонный код — 3852. Занимает площадь 0,891 км². Код КОАТУУ — 6822181602.

## Местный совет
30375, Хмельницкая обл., Изяславский р-н, с. Великие Пузырьки, ул. Центральная, 5